# Jürgen Wasem

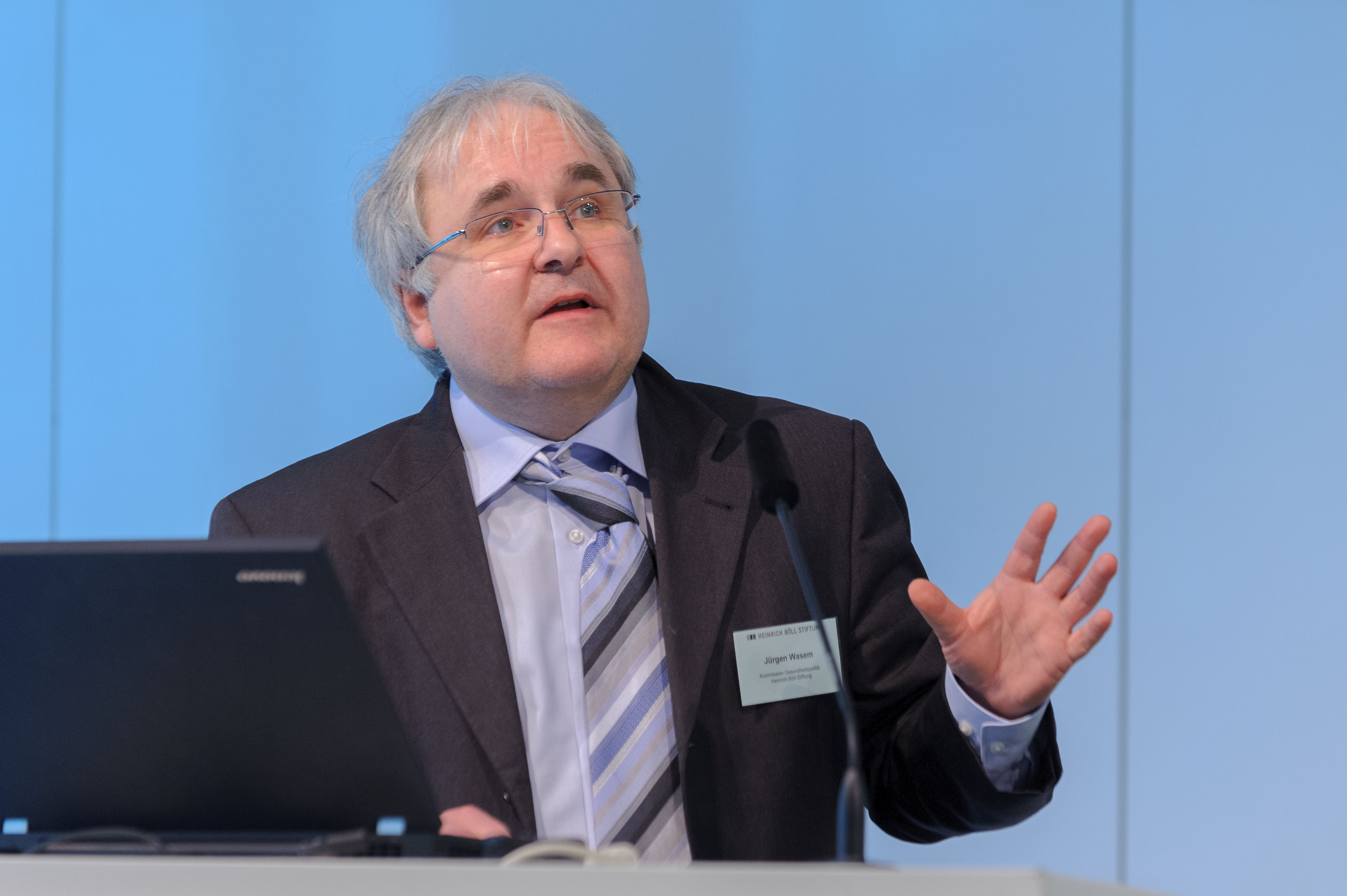
Jürgen Wasem, 2013

Jürgen Wasem (* 2. September 1959 in Köln) ist ein deutscher Wissenschaftler und Politikberater. Er ist Professor für Medizinmanagement an der Universität Duisburg-Essen in Essen.

## Leben
Wasem studierte Volkswirtschaftslehre – mit den Nebenfächern Politikwissenschaft und Sozialpolitik – an der Universität zu Köln (1978 bis 1983) und war in jener Zeit für ein Semester als Gaststudent an der Pennsylvania State University und für drei Trimester an der University of Sussex. Von 1983 bis 1985 war er wissenschaftlicher Mitarbeiter am Seminar für Sozialpolitik der Universität zu Köln. Seine Doktorarbeit im Bereich der Gesundheitsökonomie schloss er 1986 bei Philipp Herder-Dorneich ab. Von 1991 bis 1996 arbeitete er an seiner Habilitationsschrift an der Fakultät für Gesundheitswissenschaften der Universität Bielefeld.
Von 1985 bis 1989 war Wasem Referent in der Abteilung Gesundheitsversorgung und Krankenversicherung im Bundesministerium für Arbeit und Sozialordnung (heute ist die Abteilung im Bundesministerium für Gesundheit) unter Bundesminister Norbert Blüm und wurde zum Regierungsrat zur Anstellung ernannt. Es folgte eine Professur für Krankenversicherung an der Fachhochschule Köln (1989 bis 1997; beurlaubt: 1991 bis 1994). Von 1991 bis 1994 war Wasem Projektleiter am Max-Planck-Institut für Gesellschaftsforschung (Köln). Von 1997 bis 1999 war Wasem Professor für Gesundheitsökonomie an der Medizinischen Fakultät der Ludwig-Maximilians-Universität München, anschließend von 1999 bis 2003 Lehrstuhlinhaber für Allgemeine Betriebswirtschaftslehre und Gesundheitsmanagement an der Rechts- und Staatswissenschaftlichen Fakultät der Ernst-Moritz-Arndt-Universität Greifswald. Seit 2003 ist er Inhaber des Alfried Krupp von Bohlen und Halbach-Stiftungs-Lehrstuhls für Medizinmanagement der Wirtschaftswissenschaftlichen Fakultät der Universität Duisburg-Essen mit Sitz in Essen; seit 2005 ist er auch Mitglied der Medizinischen Fakultät der Universität Duisburg-Essen und vertritt dort das Fach „Gesundheitsökonomie, Gesundheitssystem, Öffentliches Gesundheitswesen“. 2004 hat Wasem einen Ruf an die Universität Bielefeld abgelehnt.
Jürgen Wasem lebt in Troisdorf. Er ist verheiratet, hat zwei (erwachsene) Kinder und zwei Enkel.
2012 hat die Deutsche Gesellschaft für Nikotin- und Tabakforschung e. V. Wasem die Fritz-Lickint-Medaille für seine Verdienste in der gesundheitsökonomischen Forschung der Kosten des Rauchens und der Wirtschaftlichkeit der Rauchentwöhnung verliehen. Im FAZ-Ranking der einflussreichsten Ökonomen in Deutschland wurde er im September 2013 auf Platz 7 gelistet.

## Mitgliedschaften, Kommissionen
Wasem leitete 1994 bis 1996 die auf Beschluss des Deutschen Bundestages von der Bundesregierung eingesetzte „Unabhängige Expertenkommission zur Untersuchung der Problematik steigender Beiträge der privat Krankenversicherten im Alter“. Wasem bildete gemeinsam mit Karl W. Lauterbach, Bert Rürup und Gerd Glaeske 2001 eine Expertengruppe, die im Auftrag der Friedrich-Ebert-Stiftung Eckpunkte für die Weiterentwicklung des Gesundheitswesens vorlegte. Er war andererseits auch Mitglied der Herzog-Kommission, die 2003 ein Reformprogramm für die soziale Sicherung im Auftrag des Parteivorstandes der CDU ausarbeitete, und 2012/2013 Mitglied einer Reformkommission, die von der grünennahen Heinrich-Böll-Stiftung eingesetzt wurde. 2010 und 2011 wirkte Wasem in der von der EKD eingesetzten Kommission zur Entwicklung ihrer Positionen zur Reform des Gesundheitswesens mit. Wasem war von 2005 bis 2009 Vorstandsvorsitzender der Deutschen Gesellschaft für Disease Management (DGDM) und von 2004 bis 2011 Mitglied im Vorstand der Deutschen Gesellschaft für Sozialmedizin und Prävention (DGSMP), von 2010 bis 2016 und seit 2023 war und ist er Mitglied im Erweiterten Vorstand der Deutschen Gesellschaft für Gesundheitsökonomie (und war im Vereinsjahr 2013 deren Vorsitzender) und von 2010 bis 2022 war er kooptiertes Mitglied im Erweiterten Vorstand des Bundesverbandes Managed Care. Bereits seit 1998 ist er Mitglied im Geschäftsführenden Vorstand der Gesellschaft für sozialen Fortschritt. Wasem war von 2004 bis 2008 Mitglied des Wissenschaftlichen Beirates der Betrieblichen Krankenversicherung, dessen Vorsitz er von 2004 bis 2006 innehatte. Wasem war von 2001 bis 2012 Vorsitzender des Landesschiedsamtes für die Vertragsärztliche Versorgung in Mecklenburg-Vorpommern. Von 2005 bis 2007 war er stellvertretender Vorsitzender, seit 2007 ist er Vorsitzender des Landesschiedsamtes für die Vertragszahnärztliche Versorgung im Rheinland, von 2013 bis 2016 war er dies auch in Sachsen. Seit 2007 ist er auch Vorsitzender des Erweiterten Bewertungsausschusses für die vertragsärztliche Versorgung, der auf der Bundesebene im Streitfall zwischen dem Spitzenverband Bund der Krankenkassen und der Kassenärztlichen Bundesvereinigung die Gebührenordnung für die niedergelassenen Ärzte (den Einheitlichen Bewertungsmaßstab) festsetzt; seit 2012 nimmt er auch die Aufgabe des Vorsitzenden des Erweiterten Ergänzten Bewertungsausschusses wahr, dem neben den genannten Beteiligten auch die Deutsche Krankenhausgesellschaft angehört und der bei Streitigkeiten insbesondere über die Höhe der Vergütung in der ambulanten spezialärztlichen Versorgung entscheidet. Von 1998 bis 2018 war er Mitglied im Aufsichtsrat der Allianz Private Krankenversicherung (zunächst: Vereinte Krankenversicherung), seit 1997 gehört er dem Beirat der Barmenia Krankenversicherung an und seit 1999 dem Expertenbeirat der Continentale Private Krankenversicherung. Er war (bis 2010) Mitglied des Wissenschaftlichen Beirats der Deutschen Gesellschaft für Medizinische Rehabilitation (DEGEMED). Von 1998 bis 2012 war er Mitglied im Wissenschaftlichen Beirat der Bundeszentrale für gesundheitliche Aufklärung.
1998 wurde er zum Sprecher der AG Reha-Ökonomie im von Bundesregierung und Rentenversicherung geförderten Forschungsschwerpunkt Rehawissenschaften gewählt. Seitdem hat er ein verstärktes Interesse an gesundheitsökonomischen Evaluationen entwickelt. Er gründete 2004 gemeinsam mit der ehemaligen Mitarbeiterin seines Lehrstuhls, Pamela Aidelsburger, die CAREM GmbH, ein Auftragsforschungsinstitut, das gesundheitsökonomische Evaluationen anbietet (www.carem.de) und war bis 2013 dort Mitgesellschafter; 2014 gründete er mit Essener Wissenschaftlern das Essener Forschungsinstitut für Medizinmanagement (EsFoMed GmbH). 2006 wurde er zum Mitglied des Medizinausschusses des Wissenschaftsrat berufen (bis 2010). 2007 koordinierte er eine vom Bundesministerium für Gesundheit eingesetzte Expertengruppe zu den Standards der gesundheitsökonomischen Evaluation von Arzneimitteln. Von 2009 bis 2018 war Jürgen Wasem Mitglied des Wissenschaftlichen Beirats zur Weiterentwicklung des Risikostrukturausgleichs, der beim Bundesamt für Soziale Sicherung angesiedelt ist, und zugleich dessen Vorsitzender; nachdem er öffentliche Kritik an Reformvorschlägen von Bundesgesundheitsminister Jens Spahn geäußert hatte, berief ihn dieser nicht mehr in den Beirat. 2014 wurde er in das Präsidium der Gesellschaft für Versicherungswissenschaft und -gestaltung (GVG) gewählt. Seit 2015 gehört er dem Wissenschaftlichen Beirat der MPL Corporate University an. Von Juli 2015 bis Juni 2019 war Wasem Unparteiischer Vorsitzender der Schiedsstelle zur Festsetzung von Preisen für patentgeschützte Arzneimittel, wenn sich der pharmazeutische Hersteller und der Spitzenverband Bund der Krankenkassen nicht auf einen Preis einigen. Seit August 2020 steht Wasem der Schiedsstelle für die Festsetzung von Vergütungsbeträgen für Digitale Gesundheitsanwendungen vor. Die Schiedsstelle setzt Vergütungsbeträge für digitale Gesundheitsanwendungen fest, wenn diese von den Krankenkassen finanziert werden sollen und der Hersteller der digitalen Gesundheitsanwendung und der Spitzenverband Bund der Krankenkassen sich nicht auf einen Vergütungsbetrag verständigen. Seit November 2022 ist er im Land Nordrhein-Westfalen Vorsitzender der Pflegeberufe-Schiedsstelle (nach § 36 des Pflegeberufe-Gesetzes).

## Inhalte
Wasem befürwortet eine stärkere wettbewerbliche Ausrichtung der gesetzlichen Krankenversicherung. Die Krankenkassen sollen unter dem Druck ihrer Versicherten eine wirtschaftliche und qualitätsgesicherte Gesundheitsversorgung organisieren. Dafür ist es erforderlich, dass die Krankenkassen nicht mehr gezwungen sind, mit allen Ärzten und Krankenhäusern Verträge abzuschließen, sondern zwischen den Ärzten und Krankenhäusern auswählen können. Als wesentliche Rahmenbedingung sieht Wasem dafür einen möglichst differenzierten Risikostrukturausgleich zwischen den Krankenkassen an: Krankenkassen, die Personen, die wegen niedrigen Einkommens nur geringe Beiträge zahlen können, oder die ältere und kränkere Versicherte versichern, sollen dadurch keinen Nachteil erfahren, sondern von Krankenkassen mit einer „günstigeren“ Risikostruktur einen Ausgleich erhalten. Vier umfangreiche Gutachten, an denen Wasem für das Bundesministerium für Gesundheit 2000/2001, 2003/2004, 2010/2011 und 2015–2018 mitgewirkt hat, haben die gesetzlichen Regelungen zu einem morbiditätsorientierten Risikostrukturausgleich und seiner Weiterentwicklung wesentlich beeinflusst.
Ein weiterer Schwerpunkt von Wasem sind gesundheitsökonomische Evaluationen, insbesondere von Arzneimitteln und Medizinprodukten sowie von besonderen Versorgungsformen.
Wasem hat sich in den 90er Jahren dafür eingesetzt, dass die privaten Krankenversicherungsunternehmen bei der Bildung von Alterungsrückstellungen verstärkt die Inflation und den medizinischen Fortschritt berücksichtigen. Die Vorschläge der von ihm geleiteten „Unabhängigen Expertenkommission“ (s. o.) sind weitgehend von der damaligen Gesundheitsministerin Andrea Fischer bei der „GKV-Gesundheitsreform 2000“ berücksichtigt worden.

## Veröffentlichungen (Ausschnitt)
- Unabhängige Expertenkommission zur Untersuchung der Problematik steigender Beiträge der privat Krankenversicherten im Alter. Gutachten. Bundestagesdrucksache 13/4945. online (PDF; 2,1 MB)
- G. Glaeske, K. W. Lauterbach, B. Rürup, J. Wasem: Weichenstellungen für die Zukunft. Elemente einer neuen Gesundheitspolitik. Vorgelegt zur Tagung der Friedrich-Ebert-Stiftung, Gesprächskreis Arbeit und Soziales, „Mittel- und langfristige Gestaltung des deutschen Gesundheitswesens“ am 5. Dezember 2001 in Berlin. Bonn 2001. (online)
- K. Jacobs, P. Reschke, D. Cassel, J. Wasem: Zur Wirkung des Risikostrukturausgleichs in der gesetzlichen Krankenversicherung. Eine Untersuchung im Auftrag des Bundesministeriums für Gesundheit. Nomos, Baden-Baden 2002. (online)
- I. Ebsen, S. Greß, K. Jacobs, J. Szecseny, J. Wasem: Vertragswettbewerb in der gesetzlichen Krankenversicherung zur Verbesserung von Qualität und Wirtschaftlichkeit der Gesundheitsversorgung. Gutachten im Auftrag des AOK-Bundesverbandes. (= AOK im Dialog. Band 13). Bonn 2003. (online)
- P. Reschke, S. Sehlen, G. Schiffhorst, W. Schräder, K. Lauterbach, J. Wasem: Klassifikationsmodelle für Versicherte im Risikostrukturausgleich. Endbericht. Untersuchung zur Auswahl geeigneter Gruppenbildungen, Gewichtungsfaktoren und Klassifikationsmerkmale für einen direkt morbiditätsorientierten Risikostrukturausgleich in der gesetzlichen Krankenversicherung. Im Auftrag des Bundesministeriums für Gesundheit. Endbericht. (= Schriftenreihe Forschungsbericht Gesundheitsforschung. Band 334). Bonn 2005. (online)
- S. Drösler, J. Hasford, B.-M. Kurth, M. Schaefer, J. Wasem, E. Wille: Evaluationsbericht zum Jahresausgleich 2009 im Risikostrukturausgleich. BMG. Berlin 2011. (online)
- S. Drösler, E. Garbe, J. Hasford, I. Schubert, V. Ulrich, W. van de Ven, A. Wambach, J. Wasem, E. Wille: Sondergutachten zu den Wirkungen des morbiditätsorientierten Risikostrukturausgleichs. Bonn 2017. (online)
- S. Drösler, E. Garbe. J. Hasford, I. Schubert, V. Ulrich, W. van de Ven, A. Wambach, J. Wasem, E. Wille: Gutachten zu den regionalen Verteilungswirkungen des morbiditätsorientierten Risikostrukturausgleichs. Bonn 2018. https://www.bundesamtsozialesicherung.de/fileadmin/redaktion/Risikostrukturausgleich/Wissenschaftlicher_Beirat/20180710webGutachten_zu_den_regionalen_Verteilungswirkungen_2018.pdf